# Гердер, Фердинанд Емельянович
Фердинанд Емельянович Гердер (Фердинанд Готфрид Максимилиан Теобальд фон Хердер, (нем. Ferdinand Gottfried Maximilian Theobald von Herder; 1828—1896) — немецкий ботаник, работавший в Императорском ботаническом саду Санкт-Петербурга с 1856 по 1892 год.

## Биография
Фердинанд Гердер родился в Байройте 2 февраля 1828 года четвёртым ребёнком в семье королевского лесовода Баварии Эмиля Эрнста Готфрида фон Гердера (1783—1855) и его жены Луизы Хубер (1795—1831). После рождения пятого ребёнка в 1831 году Луиза Гердер умерла, и за детьми стала ухаживать её сводная сестра Тереза Форстер. В 1841 году семья Эмиля Эрнста Готфрида переехала в Эрланген.
С 1846 года Фердинанд учился правоведению в Эрлангене, затем — в Гейдельбергском университете. Он принимал участие в Баденской революции 1849 года, после её поражения бежал в Швейцарию. Вскоре Гердер вернулся в Пруссию, посчитав, что объявленная императором амнистия распространяется на него, однако был на несколько месяцев арестован. После освобождения адвокатская карьера Хердера стала невозможной, и он снова отправился в Швейцарию.
В Цюрихе Фердинанд принялся изучать ботанику, женился. В 1856 году он по приглашению Эдуарда Регеля прибыл в Санкт-Петербург, в 1860 году став куратором в Императорском ботаническом саду. С 1868 по 1891 он работал главным библиотекарем ботанического сада. В 1863 году Гердер стал доктором философии по ботанике, осенью 1864 года был принят в действительные члены Леопольдины.
В 1892 году Гердер из-за ухудшавшегося состояния здоровья жены вернулся в Германию. Жена Гердера вскоре умерла, затем Гердер стал председателем ведущего научного общества Pollichia.
В последние годы жизни Гердер страдал от болезни сердца. 7 июня 1896 года в Грюнштадте он скончался.

## Некоторые научные работы
- Regel, E.A.; Herder, F.G; Rach, L.T. Verzeichniss der von Herrn Paullowsky und Herrn von Stubendorf in den Jahren 1857/58 zwischen Jakutzk una Ajan geammelten Pflanzen. — 1859.
- Regel, E.A.; Herder, F.G. Enumeratio plantarum in regionibus Cis- et Transiliensibus a cl. Semenovio anno 1857 collectarum. — 1864—1870.

## Растения, названные в честь Ф. Гердера
- Allium herderianum Regel, 1887
- Cachrys herderi Regel, 1877 [≡ Prangos herderi (Regel) Herrnst. & Heyn, 1977]
- Maranta herderiana Regel, 1867 [= Ctenanthe oppenheimiana (E.Morren) K.Schum., 1902]
- Tanacetum herderi Regel & Schmalh., 1878 [≡ Hippolytia herderi (Regel & Schmalh.) Poljakov, 1957]